# Macrorhynchia ramosa
Macrorhynchia ramosa är en nässeldjursart som först beskrevs av Fewkes 1881.  Macrorhynchia ramosa ingår i släktet Macrorhynchia och familjen Aglaopheniidae. Inga underarter finns listade i Catalogue of Life.